# Verbascum elegantulum
Verbascum elegantulum är en flenörtsväxtart som beskrevs av Hub.-mor.. Verbascum elegantulum ingår i släktet kungsljus, och familjen flenörtsväxter. Inga underarter finns listade i Catalogue of Life.